# Veronika Ivanovskaia
Veronika Ivanovskaia (* 1. Februar 1995 in Sankt Petersburg, Russland) ist eine deutsche Poolbillardspielerin, die seit 2003 aktiv ist und sowohl national als auch international erfolgreich an Poolbillardwettbewerben teilnimmt. Sie ist Teil der deutschen Nationalmannschaft im Poolbillard.
2017 stand sie auf Platz 4 der German Tour Rangliste und Platz 28 der WPA Poolbillard-Weltrangliste und ist damit im internationalen Vergleich die beste deutsche Athletin vor Kristina Grim.

## Persönliches
Veronika Ivanovskaia wurde in Sankt Petersburg geboren und gelangte als ältestes Kind russischer Einwanderer im jungen Alter nach Hannover.
Im Verlauf ihrer Jugend erlangte Ivanovskaia die deutsche Staatsbürgerschaft. Sie lebt als Studentin in Berlin.

## Sportliche Erfolge
Die Billardkarriere von Veronika Ivanovskaia begann beim PBV Anderten, bei dem ihr Vater noch heute aktiv ist.
Als Jugendspielerin nahm sie an diversen Turnieren und nationalen Meisterschaften teil und war bereits im Alter von 15 mehrfache deutsche Meisterin. Ihren größten Erfolg erzielte sie 2013 in Sarajevo, als sie Europameisterin der Juniorinnen in der Disziplin 8-Ball wurde.
Mit der Volljährigkeit erfolgte der Wechsel von der Jugend- in die Damendisziplin. Mit dem Umzug nach Berlin der Wechsel zum PBC 77 Viktoria.
Jetzt spielt sie beim 1. PBC Wedding 1988 e.V.
Mit dem Gewinn der Deutschen Meisterschaften der Damen im 8-Ball 2016 stellte sie ihre Qualität auch im nationalen Wettbewerb der über 18-jährigen unter Beweis. Außerdem vertritt sie Deutschland regelmäßig bei der EuroTour, eine über die Saison hinweg in ganz Europa stattfindende Turnierserie mit hoher sportlicher Qualität und enormen Prestige in der Billardwelt. Dort erzielte sie im Verlauf ihrer sportlichen Karriere bislang fünf dritte Plätze und einen zweiten Platz.
Zudem nimmt sie regelmäßig auch an Weltmeisterschaften und weiteren internationalen Turnieren teil, wie beispielsweise der WPA 9-Ball Weltmeisterschaft der Damen in China oder der Amway E-Spring International Women 9-Ball Championship in Taiwan, bei der sie den neunten Platz erzielte. Im März 2022 wurde sie in Laško, Slowenien, zusammen mit  Tina Vogelmann, Melanie Süßenguth und Pia Filler Team-Europameisterin.